# أليخاندرو أكوستا
أليخاندرو أكوستا (بالإسبانية: Alejandro Javier Acosta) (3 يوليو 1980 بمونتفيدو في الأوروغواي - ) هو لاعب كرة قدم أوروغواني في مركز الدفاع. لعب مع ديفينسور سبورتينغ وميرامار ميشنس ونادي أوهيجينس ونادي بويبلا ويونيون إسبانيولا وتيبورونيس روخوس دي فيراكروز وCerro Largo F.C. ‏ ودورادوس سينالوا وأتليتيكو بروغريسو ‏ وDeportivo Petapa ‏ ونادي كوبريسال.

## وصلات خارجية
- أليخاندرو أكوستا على موقع قاعدة بيانات كرة القدم.إي يو (الإنجليزية)
- أليخاندرو أكوستا على موقع Soccerway.com (الإنجليزية)